# Biais du statu quo
Pour les articles homonymes, voir Statu quo.
Le biais du statu quo est un terme utilisé en finance comportementale pour désigner une préférence exagérée pour le statu quo dans la prise de décisions. Samuelson et Zeckhauser ont été les premiers à utiliser ce terme en observant un biais dans une série d'expériences économiques et de données statistiques. Le biais consiste dans le comportement non « rationnel » d'un individu.
Kahnemann,Thaler et Knetsch ont mené d’autres études pour analyser cet effet. Ils ont expliqué cette tendance en combinant l’aversion aux pertes et l’effet de dotation, deux idées fondamentales dans la théorie des prospects.
Le préjugé du statu quo a été observé dans le contexte des assurances et des régimes de retraite.

## Biais destatu quoen communication
En communication, le biais de statu quo est le fait de vouloir maintenir une situation dans la prise de décision. C’est une façon de pensée erronée n’impliquant pas de changement dans la vie courante.
Ce biais se manifeste lors de l’apport de nouveaux éléments qui sont susceptibles de changer une situation. 
Il est surtout apparent lorsque la nouveauté apporte des risques élevés, ou paraissent élevés.